# てんまそ
てんまそは日本の男性イラストレーター。血液型はA型。千葉県出身。主にパソコン用アダルト美少女ゲームの原画、キャラクターデザインを担当する。Whirlpoolに所属していた。
アダルトゲーム雑誌の「パソコンパラダイス」2008年5月号から2009年4月号まで表紙イラストを描いている。また、PC美少女ゲーム主題歌集アルバム「GWAVE」の10枚目「GWAVE2007 2nd Drivers」（2008年6月27日）や「SUPER SHOT2　-美少女ゲームリミックスコレクション‐」のジャケットイラストも担当した。

## 担当作品

### ゲーム原画
- 快感戦士バスティー（Cronus、2003年4月25日）
- 犬っ娘ぷにぷに 〜発情警報発令中〜（Cronus、2003年9月26日）
- Fruit Punch（Cronus、2004年2月27日）
- TenderBreeze（O-Din、2004年9月24日）
- 巫女さんファイター涼子ちゃん -巫女さん細腕繁盛記外伝-（すたじお緑茶、2006年7月28日）
- いな☆こい! 〜お稲荷さまとモテモテのたたり〜（Whirlpool、2006年9月29日）
  - いな☆こい! ファンディスク（2007年5月25日）
- Always 〜ふと、気が付けばキミとの日常…〜（daisy feat.戯画、2006年11月10日）
- MagusTale 〜世界樹と恋する魔法使い〜（Whirlpool、2007年11月30日）
  - MagusTale Infinity（2008年6月13日）
  - MagusTale Eternity 〜世界樹と恋する魔法使い〜（GN Software、2009年12月24日、PlayStation Portable版）
- ミナミからの手紙（#define、2007年12月20日）
- メリ☆クリ 〜10年ぶりのホワイトクリスマス〜（Whirlpool、2008年12月28日）
- 77 〜And, two stars meet again〜（Whirlpool、2009年7月31日）
- 涼風のメルト -Where wishes are drawn to each other-（Whirlpool、2010年8月27日）
  - 舞風のメルト -Where leads to feeling destination-（Whirlpool、2011年6月24日）
  - 涼風のメルト -days in the sanctuary-（GN Software、2011年12月15日、PlayStation 3版）
- 竜翼のメロディア -Diva with the blessed dragonol-（Whirlpool、2012年9月28日）
- うそつき王子と悩めるお姫さま -Princess syndrome-（Whirlpool、2013年10月25日）
- G.I.B. ガールズ・イン・ブラック（Whirlpool、2014年7月25日）
- ワールド・エレクション（Whirlpool、2016年2月26日）[4]
- アエリアル・ライフ（プレカノ、2018年9月28日）

### 小説イラスト
成人向け
- 紅き瞳のヴァンパイア 二次元ドリームノベルズ（著：山河勇、2005年12月9日、ISBN 978-4-86032-224-3）
- 放課後たくてぃくす 誘惑の部活タイム 二次元ドリーム文庫（著：山本沙姫、2006年5月17日、ISBN 978-4-86032-271-7）
- くノ一淫舞伝 霧音 闇の風に抜忍散る 二次元ドリームノベルズ（著：黒井弘騎、2006年11月30日、ISBN 978-4-86032-323-3）
- 地下コロシアム敗北! 女拳士、騎士、喧嘩屋少女 美少女文庫（著：ほんじょう山羊、2014年12月18日、ISBN 978-4-8296-6311-0）[5]
- 灼炎のエリス 私、勇者やめて雌豚になります! 美少女文庫（著：天那コータ、2017年6月、ISBN 978-4-8296-6398-1）
  - coquettish doll・PoROにて、2019年よりアダルトアニメ化（4巻）[6]。

一般向け
- RPG W(・∀・)RLD ―ろーぷれ・わーるど―（富士見ファンタジア文庫、著：吉村夜）
- 黒堕ち白魔道士は解放禁呪で女神を穢す 〜就職氷河期世代の俺が転生してヤりたい放題〜（ファミ通文庫、著：ひびき遊）
- リアデイルの大地にて（ファミ通文庫、著：Ceez）
- 白衣の英雄（Mノベルス、著：九重十造）
- 穢れた血だと追放された魔力無限の精霊魔術士（ツギクルブックス、著：冬月光輝）
- 外れスキル『レベルアップ』のせいでパーティーを追放された少年は、レベルを上げて物理で殴る（Kラノベブックス、著：しんこせい）